# 特氏隆背海鯰
特氏隆背海鯰為輻鰭魚綱鯰形目海鯰科的其中一種，分布於東太平洋區，從墨西哥至祕魯半鹹水水域、海域，體長可達70.6公分，棲息在沿海、河口區，屬肉食性，以無脊椎動物為食，可作為食用魚。

## 擴展閱讀
維基物種上的相關：特氏隆背海鯰